# 甲申傳信錄
《甲申傳信錄》共十卷，明末清初人錢倁軹撰，成於顺治十年（1653年）。是明末甲申之變李自成陷北京的重要紀實。

## 目錄
- 卷一《睿謨留憾》 癸未八月至甲申三月紀
- 卷二《疆埸裹革》 秦、晉、燕死難諸臣
- 卷三《大行驂乘》 甲申三月在京殉難諸臣
- 卷四《跖餔遺臠》 李闖拷掠諸臣
- 卷五《槐國衣冠》 李闖除授京省偽官
- 卷六《赤眉寇略》 李闖始末
- 卷七《董狐剩筴》 甲申前後楚、豫、燕、齊事略
- 卷八《桑郭餘鈴》 吳三桂借兵復仇始末
- 卷九《戾園疑蹟》 偽太子始末
- 卷十《使臣碧血》 左懋第北使殉節始末